# Комлево (Калужская область)
Комлево — деревня в Боровском района Калужской области. Входит в состав сельского поселения Село Совхоз «Боровский».

## География
Деревня Комлево расположена на северо-востоке Калужской области у озера Комлевское. Примыкает к городу Боровск. Возле деревни отстроены коттеджные посёлки Заозерный, Тихие дали. На территории деревни находится бывший самостоятельный населённый пункт Торфболото.
На 2020 год в деревне насчитывается 24 улицы.

## История
Бывшее имение Комлево дворянского рода Сенявиных.

## Население
| 2002 | 2010 |
| ---- | ---- |
| 329  | ↗347 |

## Известные жители
В имении Комлево родился Дмитрий Николаевич Сенявин  (6 (17) августа 1763 — 5 (17) апреля 1831) — русский флотоводец, адмирал, после 1825 года командовавший Балтийским флотом. В 1807 году, возглавляя Вторую Архипелагскую экспедицию русского флота, одержал над турками победы в Афонском сражении и при Дарданеллах.

## Инфраструктура
Дачи. 
Церковь Рождества Иоанна Предтечи в Комлево.
Музей адмирала Д.Н. Сенявина.

## Транспорт
Автодороги.
Остановка общественного транспорта «Комлево».
На озере есть пристань. 